# Dichrocephala
Dichrocephala,  es una especie perteneciente a la familia Asteraceae. Comprende 36 especies descritas y solo 5 aceptadas. Es originario de China.

## Taxonomía
El género fue descrito por L'Hér. ex DC. y publicado en Archives de Botanique 2: 517–518. 1833.

## Especies
A continuación se brinda un listado de las especies del género Dichrocephala aceptadas hasta junio de 2011, ordenadas alfabéticamente. Para cada una se indica el nombre binomial seguido del autor, abreviado según las convenciones y usos.
- Dichrocephala auriculata (Thunb.) Druce
- Dichrocephala benthamii C.B.Clarke
- Dichrocephala chrysanthemifolia (Blume) DC.
- Dichrocephala gossypina Baker
- Dichrocephala integrifolia (L.f.) Kuntze